# لی جی آئه
لی جی آئه (زاده ۱۳ مه ۱۹۸۱) یک گوینده سابق و شخصیت تلویزیونی اهل کره جنوبی است. او از دانشگاه زنان سونگشین فارغ التحصیل شد. او یکی از بازیگران سابق مجموعه تلویزیونی مرد واقعی است.